# 均子内親王
均子内親王（きんしないしんのう）は、宇多天皇の皇女、母親は藤原温子。藤原温子の一人娘である。後に異母兄である敦慶親王の妃となる。
歌物語『大和物語』には、藤原温子・春澄洽子・伊勢・藤原高経女と共に和歌の集まりに参加する姿が描かれており、また後撰和歌集に歌が残る。